# Зоряне (Євпаторійський район)
Зо́ряне (крим. Zorâne) — село Євпаторійського району Автономної Республіки Крим. Розташоване на півночі району.